# Kinderheim Sasener Chaussee
Kinderheim Sasener Chaussee ist eine 6-teilige Familienserie, die 1973 zum ersten Mal ausgestrahlt wurde. Produziert wurde sie von Gyula Trebitsch im Auftrag des NDR und lief in allen Vorabendprogrammen der ARD.  

## Inhalt
Irene König leitet das titelgebende Kinderheim in Hamburg. Mit Umsicht und Geschick ist sie gemeinsam mit ihren Mitarbeiterinnen um das Wohlergehen der Kinder bemüht, insbesondere dann, wenn es gilt, geeignete Adoptiveltern für ihre Schützlinge zu finden.

## Sonstiges
Nach Gertrud Stranitzki und Ida Rogalski schrieb Curth Flatow eine weitere Serie speziell für die Hauptdarstellerin Inge Meysel, die einmal mehr ihrem Ruf als „Mutter der Nation“, wenn in diesem Fall auch nicht als leibliche, gerecht wurde.

## Episodenliste
| Folge | Erstausstrahlung | Titel                    | Gastschauspieler (Auswahl)                             |
| 1     | 30. April 1973   | Zur Adoption freigegeben | Ingeburg Kanstein, Gerda-Maria Jürgens, Evelyn Bartsch |
| 2     | 7. Mai 1973      | Stimme des Blutes        | Fritz Lichtenhahn, Gaby Blum                           |
| 3     | 14. Mai 1973     | Der Chef                 | Hellmut Lange, Antje Hagen                             |
| 4     | 21. Mai 1973     | Die Unzertrennlichen     | Horst Naumann, Ingeborg Schöner                        |
| 5     | 28. Mai 1973     | Gleichberechtigung       | Dieter Eppler, Marlies Engel, Katharina Treller        |
| 6     | 4. Juni 1973     | Die Jeschke-Kinder       | Horst Bergmann, Liane Hielscher                        |